# Stenotarsus blatchleyi
Stenotarsus blatchleyi är en skalbaggsart som beskrevs av Margaret Walton 1928. Stenotarsus blatchleyi ingår i släktet Stenotarsus och familjen svampbaggar. Inga underarter finns listade i Catalogue of Life.